# تيان
يُستخدم مصطلح تيان ( باللغة الفيتنامية ‏ :錢) للإشارة إلى مفاهيم مختلفة متعلقة بالعملة في التاريخ الفيتنامي . وهي كلمة شقيقة من كلمة تشيان الصينية (錢)، وهي وحدة وزن تُسمى " الصولجان " بالإنجليزية. ويمكن أن يشير إلى وحدة وزن تُستخدم في سكّ العملات المعدنية الثمينة، بالإضافة إلى عدد العملات النقدية في السلسلة. كما استُخدم الاسم أيضًا لجوائز مختلفة، سواءً كانت جوائز صينية أو غربية، مُنحت في فيتنام عبر عصور مختلفة من تاريخها.
كلمة تيان هي أيضًا الكلمة الفيتنامية التي تشير إلى مفهوم المال بشكل عام.

## عملات الكاش
في عملات الكاش، يمكن استخدام مصطلح تيان للإشارة إلى سلاسل فرعية من 10 عملات كاشفي سلسلة من 100 إلى 600.  وعلى الرغم من أن جودة عملات الكاش كانت مهمة أيضًا لحساب تيان، ففي عام 1945 تضمنت تيان جيان 36 عملة كاش، بينما تضمنت تيان تشاي 60 عملة كاش.  

## عملات معدنية ثمينة
في أوائل القرن التاسع عشر، كانت سبائك الفضة والذهب تُتداول كعملة في فيتنام الإمبراطورية بقيم تصل إلى 10 تيان (حوالي 40 جرامًا ، أو تيل واحد). كانت السبائك التي تزن 1 تيان تزن ما بين 3 و4 جرام.  خلال هذا الوقت، سُكَّت العملات الفضية والذهبية (باستخدام الأحرف والتصميم الفيتنامي، ولكن من أنواع تشبه إما الكاش الصيني أو العملات الغربية) مع سك فئات تصل إلى 10 تيان.
خلال فترة مينه مانج ‏ (1820-1841) كانت التنانين على عملات تيان الفضية غالبًا ما تُصوَّر وهي تواجه أيمن (إلى اليمين)، بينما خلال فترة ثيو ترو ‏ (1841-1847) وما بعدها، كانت هذه العملات تُصوَّر تنانين حارسة (تواجه الأمام). 
في عام 1833، انخفضت قيمة عملات التنين في لونغ بسبب زيادة كميات النحاس والزنك التي كانت بداخلها، مما أدى إلى خفض محتواها من الفضة. 
استمر سك هذه العملات بكميات متفاوتة حتى القرن العشرين في الهند الصينية الفرنسية ، على الرغم من تداولها جنبًا إلى جنب مع قرش الهند الصينية الفرنسية .

## زخارف تيان
كانت تيان أيضًا اسمًا للأوسمة التي قدمتها حكومة سلالة نغوين حتى عام 1945، وكما هو الحال في الإمبراطورية الصينية، جاءت هذه العملات المعدنية في شكل عملات تقديمية ، ولكن بعد الاستعمار الفرنسي، مُنحت تيان أيضًا كميداليات على الطراز الأوروبي تسمى Sapèque d'Honneur (" عملة الشرف النقدية "). 
كانت زخارف عملات تيان تُعرض في فئات متعددة، وكانت تُعرف باسم دونغ تيان (銅錢، "عملة نحاسية")، ونغان تيان (銀錢، "عملة فضية")، وكيم تيان (金錢، "عملة ذهبية").  قُسِّمت ميدالية سابيك دانور إلى سابيك دارجنت (مصنوعة من الفضة) وسابيك دور (مصنوعة من الذهب). 
كانت هذه الزخارف تتخذ عمومًا شكل عملات نقدية فضية أو ذهبية بالإضافة إلى عملات معدنية أخرى أصدرتها سلالة نغوين، ولكنها غالبًا ما كانت تحتوي على تصميمات أكثر تفصيلاً و(في كثير من الأحيان) نقوش مختلفة. 

## روابط خارجية
- العملة الإمبراطورية الفيتنامية

- أوصاف العملات الإمبراطورية الفيتنامية (باللغة الفيتنامية)

1. ↑  The terms tiền gián and tiền quý were used to refer to different types of cash coins based on different quality and alloys between the 16th and 20th centuries.